# Charles Le Peletier d'Aunay
Pour les autres membres de la famille, voir Famille Le Peletier.
Charles-Marie-Stephen Le Peletier, comte d'Aunay, né le 4 octobre 1840 à Aunay-en-Bazois (Nièvre) et mort le 9 octobre 1918 au château d'Aunay à Aunay-en-Bazois, est un diplomate et homme politique français.

## Biographie
Après une longue carrière dans la diplomatie, entre 1862 et 1894, il se lance en politique. 
Maire d'Aunay, conseiller général du Canton de Châtillon-en-Bazois, président du conseil général, il est sénateur de la Nièvre de 1898 à 1918, inscrit au groupe de la Gauche démocratique. Il s'intéresse aux questions internationales et aux relations interparlementaires. 
Il est ambassadeur de France à Berne de 1907 à 1911.

## Sources
- Ressources relatives à la vie publique :   - base Léonore
  - Sénat
- Notices d'autorité :   - VIAF
  - ISNI
  - BnF (données)
- « Charles Le Peletier d'Aunay », dans le Dictionnaire des parlementaires français (1889-1940), sous la direction de Jean Jolly, PUF, 1960 [détail de l’édition]